# American Pie (canção)
"American Pie" é uma canção de folk-rock lançada pelo cantor e compositor Don McLean.
Gravado para o álbum American Pie em 1971, este single alcançou o primeiro lugar das paradas de sucesso dos Estados Unidos em 1972, permanecendo nesta posição por quatro semanas. Foi relançado em 1991, alcançando a 12ª colocação no Reino Unido. A versão de McLean's é uma das canções mais longas a entrar na Billboard Hot 100, sendo a mais longa a chegar na primeira posição.
A canção relembra o "dia em que a música morreu" — o acidente aéreo ocorrido em 3 de fevereiro de 1959 que tirou as vidas de Buddy Holly, Ritchie Valens, The Big Bopper e do piloto Roger Peterson.

## Bastidores e interpretações
A canção é reconhecida por sua letra enigmática, sujeita desde seu lançamento a vários questionamentos e interpretações.  Embora McLean tenha dedicado o álbum American Pie a Buddy Holly, nenhum dos músicos mortos no acidente de avião são identificados pelo nome na canção. Quando perguntado qual era o significado de "American Pie", McLean respondeu, "Significa que nunca mais vou precisar trabalhar". Em outra ocasião, ele afirmou mais seriamente:
| “ | Você encontra muitas explicações sobre minhas letras, nenhuma delas feitas por mim... sinto deixar todos vocês assim no escuro, mas descobri há muito tempo que compositores devem se expressar e seguir em frente, mantendo um silêncio respeitoso. ' | ” |

McLean sempre evitou responder a perguntas específicas sobre o significado da letra ("Está além de qualquer análise. É poesia."), exceto para confirmar que ele ficou sabendo da morte de Buddy Holly enquanto trabalhava como entregador de jornais na manhã de 3 de fevereiro de 1959 (referenciado no verso "February made me shiver/with every paper I'd deliver" — "Fevereiro me dava calafrios / A cada jornal que eu entregava"). Ele também afirmou em um editorial publicado em 2009, no 50° aniversário do acidente, que compor o primeiro verso da canção exorcizou a tristeza que ele continuava a sentir pela morte de Holly.

## Versões
Diversas versões cover de "American Pie" foram lançadas ao longo dos anos. Um dos primeiros registros é uma versão em espanhol que apareceu no México em 1971, cantada pelo dublador Francisco Colmenero. A primeira versão em inglês só foi lançada no ano seguinte pelo grupo The Brady Bunch. Outra versão em espanhol foi gravada em 1984 pelo cantor nicaraguense Hernaldo Zúñiga, versão esta regravada por Eduardo Fonseca em 2000.
A banda de ska punk Catch 22 transformou-a numa melodia ska que se tornou um dos destaques de seus shows, enquanto a banda de rock alternativo Killdozer lançava uma paródia em ritmo pesado em 1989.
Outras versões foram lançadas pelo cantores Chris de Burgh e Leslie Cheung e pelo grupo vocal King's Singers, entre muitos outros.

## Versão de Madonna
A cantora estadunidense Madonna lançou uma versão cover da música em março de 2000 para promover a trilha sonora de seu filme The Next Best Thing (2000), com a música sendo veiculada no rádio em 2 de fevereiro. Seu cover é muito mais curta que a original (contém apenas o começo do primeiro verso e todos os segundo e sexto versos) e foi gravada como uma música dance-pop. Foi co-produzido por Madonna e William Orbit e lançado no selo Maverick da cantora, depois que Rupert Everett (co-estrela de Madonna em The Next Best Thing) a convenceu a fazer o cover da música para a trilha sonora do filme. Mais tarde, foi adicionada como uma faixa bônus ao seu álbum, Music.

### Recepção
Lançada em março de 2000, a música foi um sucesso mundial, alcançando a primeira posição em muitos países, incluindo Reino Unido, Austrália, Islândia, Itália, Alemanha, Suíça, Áustria e Finlândia. A música foi o 19º single mais vendido de 2000 no Reino Unido e o nono single mais vendido de 2000 na Suécia. O single não foi lançado comercialmente nos Estados Unidos, mas alcançou o 29º lugar na Billboard Hot 100 devido ao forte airplay de rádio.
A NME fez uma crítica negativa, dizendo que era "cotão de sub-karaokê" e que "é uma bênção que ela não se incomodou em gravar a coisa toda". Chuck Taylor, da Billboard, por outro lado, ficou impressionado com a gravação e comentou: "Aplausos a Madonna por não se interessar pelas tendências temporárias de hoje e por desafiar os programadores a ampliar suas listas de reprodução. [...] No geral, uma boa prévia da trilha sonora futura de The Next Best Thing." O próprio Don McLean elogiou o cover, dizendo que era "um presente de uma deusa", e que sua versão é "mística e sensual". Ele também disse brincando: "Isso significa que, se eu não quiser, não precisarei trabalhar novamente. A Official Charts Company declarou que a música havia vendido 385,000 cópias no Reino Unido e foi o 16º single mais vendido até hoje no país.

### Videoclipe
O videoclipe, filmado no sul dos Estados Unidos e em Londres e dirigido por Philipp Stölzl, mostra uma variedade diversificada de americanos comuns, incluindo cenas que mostram casais do mesmo sexo se beijando. Ao longo do videoclipe, Madonna, que está usando uma tiara na cabeça, dança e canta diante de uma grande bandeira americana.
Duas versões oficiais do vídeo foram produzidas, a primeira delas agora aparece na compilação de DVD de Madonna, Celebration, e foi lançada como o vídeo oficial em todo o mundo. A segunda versão foi lançada junto com o "Humpty Remix", uma versão mais animada e dançante da música. Este vídeo foi ao ar no canal de dance da MTV nos Estados Unidos para promover o filme The Next Best Thing, estrelado por Madonna e Rupert Everett; contém imagens totalmente diferentes e novas produções do original e omite o beijo lésbico. Everett, que fornece os vocais de fundo na música, também é destaque no vídeo.

### Créditos e equipe
- Madonna –  vocal, produtora
- William Orbit – produtor, guitarras, bateria e teclados
- Don McLean – escritor
- Mark "Spike" Stent – mixagem
- Rupert Everett – vocais de apoio
- Mark Endert – engenharia
- Sean Spuehler – engenharia, programação
- Jake Davies – engenharia
- Rico Conning – programação de sequenciadores
- Dah Len – fotografia

Créditos e pessoal adaptados das notas do encarte de American Pie.

### Tabelas semanais
| Tabela musical (2000)               | Melhor posição |
| ----------------------------------- | -------------- |
| Alemanha (Offizielle Top 100)       | 1              |
| Austrália (ARIA Charts)             | 1              |
| Áustria (Ö3 Austria Top 40)         | 3              |
| Bélgica (Ultratop 50 de Flandres)   | 6              |
| Bélgica (Ultratop 40 de Valônia)    | 7              |
| Canadá (RPM Single Chart)           | 4              |
| Escócia (OCC)                       | 1              |
| Espanha (PROMUSICAE)                | 1              |
| Estados Unidos (Adult Contemporary) | 21             |
| Estados Unidos (Adult Top 40)       | 20             |
| Estados Unidos (Billboard 100)      | 29             |
| Estados Unidos (Dance Club Songs)   | 1              |
| Estados Unidos (Mainstream Top 40)  | 16             |
| Europa (European Hot 100 Singles)   | 1              |
| Finlândia (IFPI Finlândia)          | 1              |
| França (SNEP)                       | 8              |
| Hungria (MAHASZ)                    | 1              |
| Irlanda (IRMA)                      | 2              |
| Islândia (Íslenski Listinn Topp 40) | 1              |
| Itália (FIMI)                       | 1              |
| Noruega (VG-lista)                  | 1              |
| Nova Zelândia (Recorded Music NZ)   | 1              |
| Países Baixos (Dutch Top 40)        | 4              |
| Países Baixos (Single Top 100)      | 6              |
| Reino Unido (UK Singles Chart)      | 1              |
| Romênia (Romanian Top 100)          | 1              |
| Suécia (Sverigetopplistan)          | 1              |
| Suíça (Schweizer Hitparade)         | 1              |

| Tabela musical (2000)               | Posição |
| ----------------------------------- | ------- |
| Alemanha (GfK Entertainment Charts) | 16      |
| Austrália (ARIA Singles Chart)      | 66      |
| Áustria (Ö3 Austria Top 40)         | 32      |
| Bélgica (Ultratop de Flandres)      | 46      |
| Bélgica (Ultratop de Valônia)       | 44      |
| Europa (European Hot 100 Singles)   | 11      |
| França (SNEP)                       | 44      |
| Islândia (Íslenski Listinn Topp 40) | 16      |
| Países Baixos (Dutch Top 40)        | 42      |
| Países Baixos (Single Top 100)      | 46      |
| Reino Unido (UK Singles Chart)      | 19      |
| Romênia (Romanian Top 100)          | 50      |
| Suécia (Sverigetopplistan)          | 9       |
| Suíça (Schweizer Hitparade)         | 11      |

| Região                                                                                             | Certificação | Vendas   |
| -------------------------------------------------------------------------------------------------- | ------------ | -------- |
| Austrália (ARIA)                                                                                   | Ouro         | 35,000^  |
| Áustria (IFPI Áustria)                                                                             | Platina      | 25,000*  |
| Bélgica (BEA)                                                                                      | Ouro         | 25,000*  |
| França (SNEP)                                                                                      | Prata        | 125,000* |
| Reino Unido (BPI)                                                                                  | Ouro         | 385,000  |
| Suécia (GLF)                                                                                       | Platina      | 30,000^  |
| Suíça (IFPI Suíça)                                                                                 | Platina      | 50,000^  |
| ^distribuições baseadas apenas na certificação *números de vendas baseados somente na certificação |              |          |